# آندرورانگوولا
آندرورانگوولا (به لاتین: Androrangovola) یک منطقهٔ مسکونی در ماداگاسکار است که در نوسی واریکا واقع شده‌است. آندرورانگوولا ۱۶٬۰۰۰ نفر جمعیت دارد و ۲۱۰ متر بالاتر از سطح دریا واقع شده‌است.